# (4852) Pamjones
(4852) Pamjones es un asteroide perteneciente al cinturón de asteroides, descubierto el 15 de mayo de 1977 por Nikolái Stepánovich Chernyj desde el Observatorio Astrofísico de Crimea (República de Crimea).

## Designación y nombre
Designado provisionalmente como 1977 JD. Fue nombrado Pamjones en honor 
a Pamela Ann Jones, del Instituto Lunar y Planetario de Houston, encargada de la organización de muchas conferencias en ciencias planetarias.

## Características orbitales
Pamjones está situado a una distancia media del Sol de 2,303 ua, pudiendo alejarse hasta 2,540 ua y acercarse hasta 2,067 ua. Su excentricidad es 0,102 y la inclinación orbital 6,776 grados. Emplea 1277 días en completar una órbita alrededor del Sol.

## Características físicas
La magnitud absoluta de Pamjones es 13,8.